# Stelis cusackae
Stelis cusackae är en biart som först beskrevs av Cockerell 1910.  Stelis cusackae ingår i släktet pansarbin, och familjen buksamlarbin. Inga underarter finns listade i Catalogue of Life.